# Друо, Пьер Николя
Пьер Николя Друо (фр. Pierre Nicolas Drouhot; 1772—1817) — французский военный деятель, полковник (1796 год), шевалье (1810 год), участник революционных и наполеоновских войн.

## Биография
Родился в семье дворянина и капитана кавалерии Жака Друо (фр. Messire Jacques Drouhot; 1741—1820) и его супруги Жаны Матере (фр. Jeanne Matheret; 1749—). Начал службу 2 июля 1783 года гусаром в легионе Лозёна. 11 октября того же года стал кадетом в данном полку. 9 августа 1783 года получил звание младшего лейтенанта. С 1792 по 1796 годы служил в рядах Северной и Самбро-Маасской армий. 11 июля 1793 года генерал Дампьер произвёл Друо в командиры эскадрона 6-го конно-егерского полка. 21 марта 1794 года перешёл на штабную службу. С 13 июня 1795 года без служебного назначения. 9 февраля 1796 года вернулся к службе и был произведён в полковники штаба. Получил право представить Конвенту вражеские знамёна, захваченные в Ландреси. С 13 февраля 1797 года вновь отстранён от службы. 5 февраля 1799 года Директория вернула его в строй. Кампании с 1799 по 1801 годы провёл в рядах Итальянской и Рейнской армий.
7 июня 1801 года в Гре женился на Анне Арпен (фр. Anne Marguerite Josèphe Harpin; 1780—1869), от которой имел дочь и двух сыновей.
При реорганизации штабов армий, 23 сентября 1801 года, Друо вновь остался без служебного назначения. 22 сентября 1805 года Друо вернулся в строй и был назначен начальником штаба 4-й драгунской дивизии генерала Бурсье. Участвовал в кампаниях 1805-07 годов в составе Великой Армии.
29 августа 1809 года был назначен начальником штаба наблюдательного корпуса Мёза маршала Келлермана. 15 ноября 1809 года был переведён в штаб 6-го военного округа в Безансоне. 1 июня 1812 года стал начальником штаба национальных гвардейцев в Антверпене у генерала Арриги. 10 февраля 1813 года военный министр отправил его в Эрфурт для оказания помощи генералу Дусе, который занимался формированием нового корпуса. 3 апреля присоединился к 2-й маршевой кавалерийской дивизии в Майнце. Сражался при Хайнау. 25 сентября 1813 года вышел в отставку.

## Воинские звания
- Гусар (2 июля 1783 года);
- Младший лейтенант (9 августа 1783 года);
- Лейтенант (24 июля 1792 года);
- Капитан (23 ноября 1792 года);
- Командир эскадрона (11 июля 1793 года, утверждён 29 июля 1793 года);
- Полковник штаба (9 февраля 1796 года).

## Титулы
- Шевалье Друо и Империи (фр. chevalier Drouhot et de l'Empire; патент подтверждён 31 января 1810 года в Париже)[2][3].

## Награды
Легионер ордена Почётного легиона (5 февраля 1804 года)
 Офицер ордена Почётного легиона (14 июня 1804 года)